# Helioceratops
Helioceratops là một chi khủng long, được Jin L. Chen J. Zan & Godefroit mô tả khoa học năm 2009.